# Anodonta nuttalliana
Anodonta nuttalliana är en musselart som beskrevs av Lea 1838. Anodonta nuttalliana ingår i släktet Anodonta och familjen målarmusslor. Inga underarter finns listade i Catalogue of Life.